# Destiny's Child World Tour
Destiny's Child World Tour (Tạm dịch: Tour diễn Thế giới Destiny's Child) là một DVD thực hiện do nhóm R&B Destiny's Child. DVD này gồm những cảnh quay của nhóm tại Rotterdam, Hà Lan.

## Nội dung
DVD này gồm toàn bộ buổi diễn của nhóm, gồm các ca khúc trích từ album Destiny's Child, The Writing's on the Wall, và Survivor.

## Danh sách ca khúc
1. "Mở đầu" — 1:48
2. "Independent Women Part I" — 3:31
3. "No, No, No Part 2" — 2:43
4. "Bug a Boo" — 2:30
5. "Bills, Bills, Bills" — 3:30
6. "Get on the Bus" — 3:23
7. "Nasty Girl" — 3:10
8. "Emotion" — 4:01
9. "Ooh Child" — 2:26
10. "Heard A Word" — 4:04
11. "Dangerously in Love" — 6:21
12. "Liên khúc nhạc Gospel" — 3:51
13. "Bootylicious" — 3:16
14. "Say My Name" — 4:16
15. "Work It Out" — 3:34
16. "Proud Mary" — 1:26
17. "Jumpin', Jumpin'"/Tuyên bố tạm thời tan rã — 7:45
18. "Survivor" — 4:01
19. "Happy Face" — 5:13

Video đính kèm
- "Feelin' You" (Phần II) - Solange Knowles — 4:04
- "Stole" - Kelly Rowland — 4:18
- "Heard A Word" - Michelle Williams — 3:43

Phần kèm khác
- Discography